# Первісна ірландська мова
Первісна ірла́ндська або першоірландська мова  — найстаріша з відомих форм гойдельських мов. Відома лише фрагментарно насамперед з власних назв та коротких написів огамічним письмом, які датуються 4-7 століттям н.е.

## Характеристика
Записувалась огамічним письмом. Мала схожу морфологію та словозміну з галльською, латиною, давньогрецькою та санскритом. Багато рис які характеризують сучасну ірландську такі як: зникнення «широких» та «вузьких» приголосних та збігу приголосних досі не виявлені. 
Понад 300 написів огамським письмом були знайдені в Ірландії, включно з 121 написом у графстві Керрі та 81 напис у графстві Корк. Понад 75 написів знайдено поза межами Ірландії на острові Мен та заході Британії, включаючи близько 40 знайдених в Уельсі, куди ірландські колоністи висадились в 3 столітті, а також близько 30 в Шотландії. Деякі з цих написів були зроблені піктською мовою.
Більшість каменів є меморіалами, написи на яких означають ім'я особи в родовому відмінку та її родову приналежність, ім'я батька особи, ім'я діда особи. Наприклад: dalagni maqi dali "[камінь] Далагноса сина Далоса". Часом слова maqqi mucoi "син племені" записувались, щоб зазначити племінну приналежність особи. Деякі з каменів є прикордонними знаками.

## Перехід устароірландську
Староірландська мова, записана з VI ст., має більшу частину характерних рис сучасної ірландської мови.
Наприклад, король V ст. Ленстер, ім'я якого записано в староірландських королівських списках і літописах, як Mac Caírthinn Uí Enechglaiss, згадується на камені огама поруч з місцем, де він помер. Що дає пізню первісну ірландську версію його імені (у родовому відмінку) maqi cairatini avi inequaglas. Аналогічним чином Корку Дуйбне, народ графства Керрі, відомий з давніх ірландських джерел, пам'ятають про численні камені на їх території, таких як dovinias. Староірландське filed «поет», в огамі записується як velitas. У кожному випадку розвиток первісної ірландської до староірландської свідчить про втрату ненаголошених складів і певних приголосних змін.
Ці зміни, прослідковані історичною лінгвістикою, не є чимось незвичайним у розвитку мов, але, як видно, це відбулося надзвичайно швидко саме у цьому випадку. Відповідно до однієї з теорій, викладеної Джоном Т. Кохом , ці зміни збігаються хронологічно з прийняттям ірландцями християнства та запровадженням вивчання латини. Всі мови мають різні рівні стандартизованості, найбільш упорядковані з яких, як правило у навчанні та релігії, змінюються повільно, тоді як найбільш не упорядковані змінюються набагато швидше, але в більшості випадків їм не дозволяють розвиватися на взаємно незрозумілих діалектах через існування більш упорядкованого мовного стандарту. Кох стверджує, що в дохристиянській Ірландії найбільш офіційною формою мови була та, що використовувалося в навчанні та релігії, а також друїдами, для їх обрядів та навчання. Після прийняття ірландцями християнства друїди втратили свій вплив, а упорядкована первісна ірландська була заміщена тодішньою ірландською верхніх класів дворянства та латиною, мовою нового навчання та християнських ченців. В провінціях з'явилися народні ірландські форми, засновані на діалектах ірландців вищих класів (які раніше були "приховані" консервативним впливом офіційної мови), створюючи враження, що мова швидко змінилася; був створений новий письмовий стандарт, який потім отримав назву староірландська мова.